# Hemistropharia
Hemistropharia är ett släkte av svampar. Enligt Catalogue of Life ingår Hemistropharia i familjen spindlingar, ordningen Agaricales, klassen Agaricomycetes, divisionen basidiesvampar och riket svampar, men enligt Dyntaxa är tillhörigheten istället familjen Strophariaceae, ordningen Agaricales, klassen Agaricomycetes, divisionen basidiesvampar och riket svampar.
|                | Cortinarius                                    |
|                |                                                |
|                | Dermocybe                                      |
|                |                                                |
|                | Phaeocollybia                                  |
|                |                                                |
|                | Pyrrhoglossum                                  |
|                |                                                |
| Hemistropharia | \| \| Hemistropharia albocrenulata \| \| \| \| |
|                | \| \| Hemistropharia albocrenulata \| \| \| \| |
|                | Protoglossum                                   |
|                |                                                |
|                | Thaxterogaster                                 |
|                |                                                |
|                | Anamika                                        |
|                |                                                |
|                | Mackintoshia                                   |
|                |                                                |
|                | Descomyces                                     |
|                |                                                |
|                | Quadrispora                                    |
|                |                                                |
|                | Cribbea                                        |
|                |                                                |
|                | Stephanopus                                    |
|                |                                                |
|                | Descolea                                       |
|                |                                                |
|                | Nanstelocephala                                |
|                |                                                |
|                | Hemistropharia albocrenulata                   |
|                |                                                |

|  | Hemistropharia albocrenulata |
|  |                              |